# Kleiner Schwaberowsee
Der Kleine Schwaberowsee ist ein See bei Düsterförde in der Gemeinde Godendorf im Landkreis Mecklenburgische Seenplatte. Das Südufer des Sees grenzt an das Land Brandenburg. Der See erhält Wasser vom Krummen See und entwässert über den Großen Schwaberowsee in Richtung Thymensee und weiter über den Thymenbach zum Schwedtsee und somit in die Havel bei Fürstenberg. Der See ist vollständig von Wald umgeben. Am östlichen Ufer verläuft die Bundesstraße 96 von Neustrelitz nach Fürstenberg.